# إنزو كواكود
إنزو كواكود (مواليد 1 مارس 1995) هو لاعب كرة مضرب فرنسي، أفضل ترتيب له كان ال155 وحصل عليه في فبراير 2022.

## روابط خارجية
- إنزو كواكود على موقع رابطة محترفي التنس (الإنجليزية)
- إنزو كواكود على موقع الاتحاد الدولي لكرة المضرب (الإنجليزية)
- إنزو كواكود على موقع خلاصة التنس.كوم (الإنجليزية)
- إنزو كواكود على موقع إي إس بي إن.كوم (الإنجليزية)